# Заходы (Дрибинский район)
Захо́ды (бел. Заходы) — деревня в составе Рясненского сельсовета Дрибинского района Могилёвской области Республики Беларусь.

## Население
- 1999 год — 51 человек
- 2010 год — 28 человек